# James Toseland
James Michael Toseland, conegut com a James Toseland   (Doncaster, 5 d'octubre de 1980), és un antic pilot de motociclisme anglès que destacà en competicions de Superbike durant la dècada del 2000, al llarg de la qual en va guanyar dos Campionats del Món (2004 i 2007). El 2011 es va retirar de les competicions i, tot seguit, va començar la seva carrera com a pianista, compositor i cantant aprofitant la seva formació musical.

## Carrera esportiva

### Primers anys
Toseland va començar a competir el 1989, a nou anys, en la modalitat del trial, la qual va practicar fins al 1993. Al mateix temps, des del 1991 va competir en motocròs i el 1992 en va guanyar el campionat britànic en categoria júnior 100cc. El 1994 va canviar al motociclisme de velocitat i el 1995 en va guanyar el campionat Junior Speed. El 1997 va competir en el Campionat d'Anglaterra de Superbike, on va destacar pel seu estil de pilotatge agressiu i complet als seus 17 anys amb una Honda 600. Va protagonitzar un duel amb John Crawford a Brands Hatch que va resultar èpic. Aquell seu any de debut, va quedar tercer al campionat.
A 18 anys va disputar amb una Honda CBR 600F de l'equip Castrol Honda el Campionat del Món de Supersport, aconseguint-hi el divuitè lloc final el 1998 i l'onzè el 1999.

### Mundial de Superbike

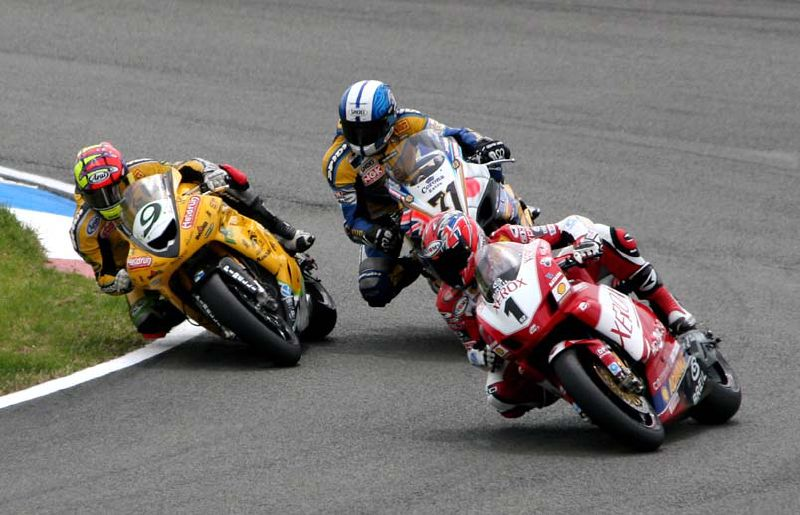
Toseland (1) davant de Chris Walker (9) i Yukio Kagayama (71) durant el mundial de Superbike del 2005

El 2000 va passar al Campionat britànic de Superbike, on va aconseguir una dotzena posició a causa d'una greu lesió que el va mantenir inactiu durant mitja temporada. La seva habilitat, però, va ser apreciada per l'equip GSE, que el va convocar per a disputar el Campionat del Món de Superbike. Les dues primeres temporades les va acabar amb el tretzè lloc final el 2001 i el setè i el seu primer podi (a Assen) el 2002. El 2003, amb la Ducati 998F02, va aconseguir la seva primera victòria a Oschersleben després d'un duel amb Neil Hodgson i la seva primera pole position al circuit de Magny-Cours. Aquell any va acabar quasi sempre entre els sis primers de la cursa i va ser tercer a la classificació final del campionat.
El 2004 va guanyar el Campionat del Món de Superbike per davant del seu company d'equip Régis Laconi a l'última cursa, de nou a la pista de Magny-Cours. El mateix any va ser elegit esportista de l'any al Regne Unit. El 2005 va córrer amb l'equip Xerox Ducati però no va poder defensar el títol. El 2006 va passar a l'equip Ten Kate amb una Honda CBR 1000RR i el 2007, amb la mateixa moto i equip, va aconseguir guanyar el seu segon títol mundial de Superbike, de nou a la cursa final de Magny-Cours.

### MotoGP (2008-2009)

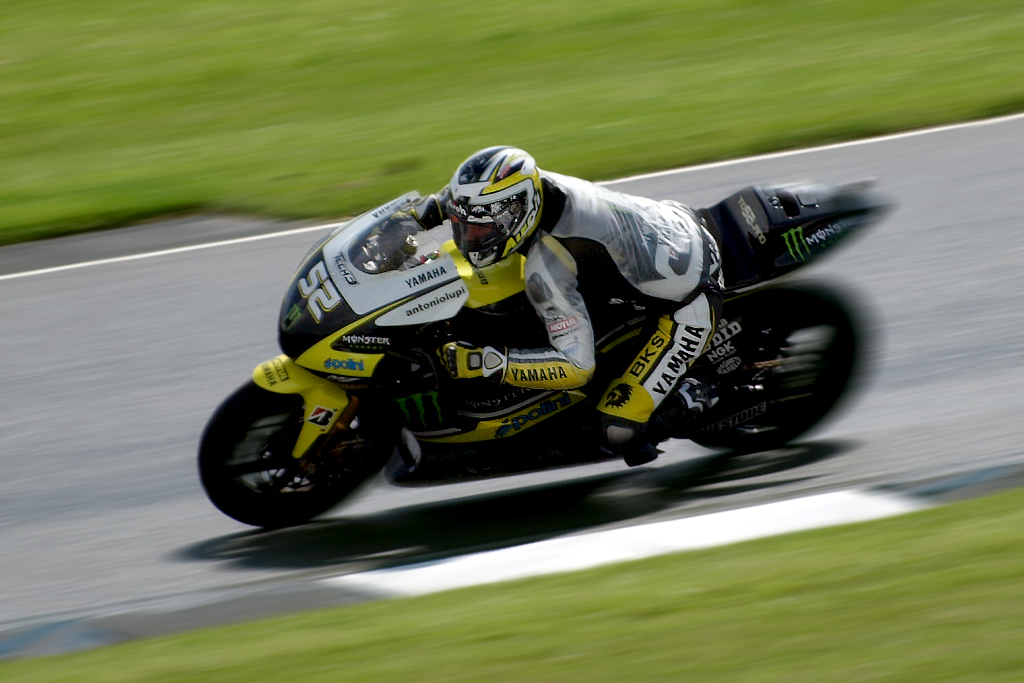
Toseland al del 2009

El 2008 el va contractar l'equip Tech 3 com a company d'equip de Colin Edwards per al mundial de MotoGP, obtenint sis sisens llocs com a millors resultats i acabant la temporada a l'onzè lloc final. El 2009 va aconseguir tres sisens llocs com a millor resultat i va acabar la temporada en catorzè lloc.
L'1 d'octubre de 2009 es va anunciar la seva participació al Campionat del Món de Superbike del 2010 amb una Yamaha YZF-R1 de l'equip Yamaha Sterilgarda.

### Retorn a Superbike i retirada
El seu retorn al mundial de Superbike no va ser gaire reeixit ja que només va aconseguir quatre podis i la novena posició final, superat dins el propi equip pel jove Cal Crutchlow. Per a la temporada del 2011 va passar a l'equip BMW Motorrad Italia. Només va participar en cinc rondes, on acumulà uns quants punts. Aquell any mateix va estar inscrit al Campionat d'Itàlia de Superbike, sense participar, però, en cap de les vuit curses del calendari.
El 9 de setembre de 2011, Toseland va anunciar la seva retirada del motociclisme després d'haver constatat que el dany a l'articulació del seu canell dret, patit en una caiguda durant uns assajos a Aragó al març, era irreversible.

## Vida personal
James Toseland té una característica singular que el distingeix dels seus rivals a les curses: és llicenciat en piano. Aquesta circumstància li va valer sovint el sobrenom d'"el pianista" per part de la premsa esportiva. Després de retirar-se de les curses va començar una carrera en el món de la música. Va col·laborar amb The Rainband per al senzill Rise Again, dedicat a la memòria de Marco Simoncelli. El 2013 va fundar la banda Toseland, amb la qual va produir dos àlbums, Renegade i Cradle The Rage.
Del 2011 al 2020, Toseland va tenir una relació sentimental amb la cantant i compositora Katie Melua, amb qui es va casar l'1 de setembre de 2012 als Kew Gardens de Londres.

## Resultats al Mundial de motociclisme
Barem de puntuació de 1993 ençà:
| Posició | 1  | 2  | 3  | 4  | 5  | 6  | 7 | 8 | 9 | 10 | 11 | 12 | 13 | 14 | 15 |
| Punts   | 25 | 20 | 16 | 13 | 11 | 10 | 9 | 8 | 7 | 6  | 5  | 4  | 3  | 2  | 1  |

(Ids. Grans Premis | Llegenda) (Curses en negreta indiquen pole; curses en  itàlica indiquen volta ràpida)
| Any  | Categoria | Moto   | 1      | 2     | 3      | 4      | 5       | 6      | 7     | 8       | 9      | 10     | 11    | 12     | 13    | 14     | 15     | 16     | 17      | 18     | Pos | Pts |
| ---- | --------- | ------ | ------ | ----- | ------ | ------ | ------- | ------ | ----- | ------- | ------ | ------ | ----- | ------ | ----- | ------ | ------ | ------ | ------- | ------ | --- | --- |
| 2008 | MotoGP    | Yamaha | QAT 6  | ESP 6 | POR 7  | CHN 12 | FRA Ret | ITA 6  | CAT 6 | GBR 17  | NED 9  | GER 11 | USA 9 | CZE 13 | SM 6  | INP 18 | JPN 11 | AUS 6  | MAL Ret | VAL 11 | 11è | 105 |
| 2009 | MotoGP    | Yamaha | QAT 16 | JPN 9 | ESP 13 | FRA 9  | ITA 7   | CAT 13 | NED 6 | USA DSQ | GER 10 | GBR 6  | CZE 9 | INP 6  | SM 10 | POR 9  | AUS 14 | MAL 15 | VAL 12  |        | 14è | 92  |

## Resultats al Mundial de Superbike
Barem de puntuació de 1993 ençà:
| Posició | 1  | 2  | 3  | 4  | 5  | 6  | 7 | 8 | 9 | 10 | 11 | 12 | 13 | 14 | 15 |
| Punts   | 25 | 20 | 16 | 13 | 11 | 10 | 9 | 8 | 7 | 6  | 5  | 4  | 3  | 2  | 1  |

(Ids. Rondes | Llegenda) (Curses en negreta indiquen pole; curses en  itàlica indiquen volta ràpida)
| Any  | Moto   | 1       | 1      | 2       | 2       | 3      | 3       | 4       | 4       | 5       | 5       | 6       | 6       | 7       | 7       | 8       | 8       | 9      | 9      | 10     | 10      | 11      | 11      | 12      | 12      | 13      | 13      | Pos. | Pts | Ref    |
| Any  | Moto   | C1      | C2     | C1      | C2      | C1     | C2      | C1      | C2      | C1      | C2      | C1      | C2      | C1      | C2      | C1      | C2      | C1     | C2     | C1     | C2      | C1      | C2      | C1      | C2      | C1      | C2      | Pos. | Pts | Ref    |
| ---- | ------ | ------- | ------ | ------- | ------- | ------ | ------- | ------- | ------- | ------- | ------- | ------- | ------- | ------- | ------- | ------- | ------- | ------ | ------ | ------ | ------- | ------- | ------- | ------- | ------- | ------- | ------- | ---- | --- | ------ |
| 2001 | Ducati | ESP Ret | ESP 9  | RSA 14  | RSA Ret | AUS 14 | AUS C   | JPN 11  | JPN 16  | ITA Ret | ITA Ret | GBR 8   | GBR Ret | GER Ret | GER 17  | SMR 11  | SMR 8   | USA 10 | USA 7  | EUR 11 | EUR 6   | GER 10  | GER 12  | NED 10  | NED 8   | ITA Ret | ITA DNS | 13è  | 91  | [ 16 ] |
| 2002 | Ducati | ESP 12  | ESP 10 | AUS 8   | AUS 7   | RSA 6  | RSA 8   | JPN 9   | JPN 11  | ITA 5   | ITA Ret | GBR 10  | GBR 9   | GER 7   | GER 7   | SMR 8   | SMR Ret | USA 9  | USA 6  | GBR 9  | GBR Ret | GER 6   | GER 8   | NED 6   | NED 3   | ITA 6   | ITA 6   | 7è   | 195 | [ 17 ] |
| 2003 | Ducati | ESP 4   | ESP 3  | AUS Ret | AUS 4   | JPN 3  | JPN 5   | ITA 4   | ITA 5   | GER 3   | GER 1   | GBR 2   | GBR 4   | SMR 2   | SMR Ret | USA 3   | USA Ret | GBR 6  | GBR 3  | NED 4  | NED Ret | ITA Ret | ITA Ret | FRA 5   | FRA 2   |         |         | 3r   | 271 | [ 18 ] |
| 2004 | Ducati | ESP 1   | ESP 2  | AUS 3   | AUS Ret | SMR 10 | SMR 6   | ITA 2   | ITA 2   | GER 2   | GER 2   | GBR Ret | GBR 5   | USA 4   | USA 7   | GBR 2   | GBR Ret | NED 1  | NED 2  | ITA 3  | ITA 2   | FRA 1   | FRA 2   |         |         |         |         | 1r   | 336 | [ 19 ] |
| 2005 | Ducati | QAT 6   | QAT 6  | AUS 14  | AUS Ret | ESP 8  | ESP 19  | ITA 3   | ITA 5   | EUR 3   | EUR 1   | SMR 4   | SMR 4   | CZE 2   | CZE 8   | GBR Ret | GBR 7   | NED 2  | NED 3  | GER 4  | GER 11  | ITA 4   | ITA C   | FRA 3   | FRA 6   |         |         | 4t   | 254 | [ 20 ] |
| 2006 | Honda  | QAT 1   | QAT 4  | AUS 3   | AUS 2   | ESP 9  | ESP 11  | ITA Ret | ITA 5   | EUR 3   | EUR 3   | SMR 2   | SMR 8   | CZE 2   | CZE 5   | GBR 2   | GBR 5   | NED 10 | NED 9  | GER 9  | GER 1   | ITA 2   | ITA 5   | FRA 1   | FRA 3   |         |         | 2n   | 336 | [ 21 ] |
| 2007 | Honda  | QAT 2   | QAT 1  | AUS 2   | AUS 1   | EUR 1  | EUR Ret | ESP 5   | ESP 1   | NED 1   | NED 2   | ITA 4   | ITA 2   | GBR 8   | GBR C   | SMR 4   | SMR 6   | CZE 1  | CZE 2  | GBR 1  | GBR 1   | GER 9   | GER 4   | ITA 3   | ITA 11  | FRA 7   | FRA 6   | 1r   | 415 | [ 22 ] |
| 2010 | Yamaha | AUS Ret | AUS 10 | POR 7   | POR 6   | SPA 3  | SPA 7   | NED 2   | NED 3   | ITA 2   | ITA Ret | RSA 7   | RSA 6   | USA 9   | USA Ret | SMR 10  | SMR Ret | CZE 7  | CZE 4  | GBR 8  | GBR 5   | GER Ret | GER 8   | ITA Ret | ITA Ret | FRA Ret | FRA Ret | 9è   | 187 | [ 23 ] |
| 2011 | BMW    | AUS 17  | AUS 14 | GBR     | GBR     | NED    | NED     | ITA DNS | ITA DNS | USA 15  | USA DNS | SMR     | SMR     | SPA     | SPA     | CZE WD  | CZE WD  | GBR 12 | GBR 13 | GER 13 | GER Ret | ITA     | ITA     | FRA     | FRA     | POR     | POR     | 22è  | 13  | [ 23 ] |

## Obra publicada
- Toseland, James; Macaulay, Ted. James Toseland: The Autobiography (en anglès).  Virgin Books, 2006. ISBN 0-7535-1103-7.